# Maposa
Maposa – wieś w Botswanie w dystrykcie Central. Według spisu ludności z 2011 roku wieś liczyła 413 mieszkańców.